# Copa Airlines
 Copa Airlines er det nationale flyselskab i Panama, med hovedhub på Tocumen International Airport.
Selskabet blev grundlagt 21. juni 1944 og startede sine flyvninger 15. august 1947.
Continental Airlines købte i 1998 49 procent af selskabet. 19. maj 1999 øgede de deres ejerandel til 51 %, og Copa Airlines fik amerikanernes logo på halefinnen. Senere reducerede Continental beholdningen af aktier til 10 %, og i maj 2008 blev de sidste solgt. Nu er det Latinamerikas største rejsekoncern Copa Holdings der har kontrollen med selskabet.
Copa Airlines har tidligere været regionalt medlem af flyalliancen SkyTeam. Fra april 2012 bliver selskabet optaget i Star Alliance.